# ناصر الوهيب
ناصر بدر الوهيب ، من مواليد 29 يوليو 1988، لاعب كرة قدم كويتي.
بدأ مسيرته الكروية مع نادي كاظمة في عام 2007.
تم اختياره للمنتخب الأولمبي والمنتخب الرديف وتوج مع المنتخب الكويتي الرديف بكاس غرب اسيا التبي افيمت في عمان الأردن في عام 2010.